# Acido 20-idrossieicosatetraenoico
L'acido 20-idrossiarachidonico o 20-idrossieicosatetraenoico  (in sigla dall'inglese 20-HETE ) è un acido grasso con 20 atomi di carbonio, 4 doppi legami in posizione 5=6, 8=9, 11=12, 14=15 e un gruppo ossidrile sostituente in posizione 20. 
I doppi legami sono tutti in configurazione cis . 
Appartiene alla famiglia degli eicosanoidi, metaboliti strutturalmente correlati che condividono un meccanismo comune per l'attivazione delle cellule e un insieme comune di attività biologiche e conseguenti potenziali effetti sulla salute.
Gli studi sugli animali e una serie limitata di studi sull'uomo suggeriscono che questa famiglia di metaboliti funga da agente di segnalazione autocrina e paracrina, simile agli ormoni, che contribuisce alla regolazione delle risposte fisiologiche. 

## Biosintesi
La biosintesi del 20-HETE avviene prevalentemente attraverso reazioni enzimatiche.Il 20-HETE è un prodotto del metabolismo cellulare dell'acido arachidonico (20:0Δ5c,8c,11c,14c) rilasciato dai fosfolipidi per azione della fosfolipasi.  Gli enzimi citocromo P450-ω-idrossilasi, nell'uomo, sono ampiamente distribuiti in fegato, rene, cervello, polmone, intestino e vasi sanguigni. Nel sangue il 20-HETE può essere individuato nelle piastrine e nei neutrofili. Nella maggior parte dei tessuti i responsabili delle reazioni enzimatiche sono i sottotipi CYP4A, CYP4F, CYP2U,CYP4Z.
La biosintesi de 20-HETE può essere aumentata da una serie di fattori. Di particolare nota sono androgeni, angiotensina II, endotelina e noradrenalina. Quando si somministrano FANS, inibitori della COX-2, oppioidi e furosemide, può aumentare la biosintesi di 20-HETE che invece è inibita dal monossido di azoto, dal monossido di carbonio e dagli anioni superossido.Questi inibitori fisiologici agiscono legandosi all'eme nel citocromo.  La sintesi di 20 HETE può essere inibita da analoghi dell'acido arachidonico modificati nel terminale ω, con un triplo legame, un gruppo di-bromo o un gruppo solfonato.

## Effetti sulla salute
Il 20-HETE è un potente vasocostrittore autacoide delle arterie renali, cerebrali e mesenteriche. Questa vasocostrizione può essere correlata all'ipertensione.
Studi genetici e preclinici suggeriscono che il 20-HETE possa allo stesso modo modulare la pressione sanguigna e contribuire allo sviluppo di ictus e infarti.
Il 20-HETE inibisce l'aggregazione delle piastrine umane competendo con l'acido arachidonico per gli enzimi che producono prostaglandina H2 e trombossano A2.
Studi sulle cellule endoteliali delle vene ombelicali umane concludono che il 20-HETE stimola l'adesione delle piastrine al cellule endoteliali.  Le azioni endoteliali, piastriniche e pro-coagulazione di 20-HETE possono contribuire alla sua capacità di interrompere il flusso sanguigno nei tessuti.
Alcuni tumori risulterebbero correlati all'espressione di 20-HETE e di alcuni degli enzimi coinvolti nella sua biosintesi: tumore al seno, reni, polmone, ovaie.